# 스웨덴의 중립
스웨덴은 19세기 초부터 유럽 연합 (EU) 및 기타 북유럽 국가들과 다양한 상호방위조약을 체결한 2009년까지 무력충돌에서 중립 정책을 유지해왔다. 이 정책은 주로 핀란드 전쟁 (1808~1809)에서 스웨덴 영토의 3분의 1 이상이 손실된 나폴레옹 전쟁에 참전한 결과로 시작되었다. 지속적으로 반나폴레옹 정책을 추구하여 전쟁을 일으킨 스웨덴 왕 구스타프 4세 아돌프에 대한 분노는 1809년 쿠데타를 촉발시켰다. 새로운 정권은 왕을 폐위시키고 정부 문서 (1809년)를 도입했으며, 나중에 1812년 정책으로 알려진 새로운 외교 정책을 공식화했다.
나폴레옹 전쟁 이후 스웨덴은 직접적인 무력 충돌을 일으키지 않았다. 그러나 스웨덴의 군대와 정부는 전 세계의 주요 평화 유지 활동 및 기타 군사 지원 기능 에 참여해 왔다. 1995년 유럽 연합 가입으로 중립 원칙이 폐지됐다. 스웨덴은 2024년 북대서양 조약 기구 (NATO)에 가입하기 전까지 외교 및 안보 정책과 관련해 비동맹 국가로 남아있었다.
제2차 세계 대전 중 스웨덴의 중립 노선은 그 이후로 수년 동안 많은 논쟁을 불러일으켰다. 스웨덴은 제2차 세계 대전 이후 서방과의 실질적인 협력에도 불구하고 중립 정책을 유지했다. 칼 빌트 전 스웨덴 총리는 이 정책이 스웨덴이 북대서양 조약 기구에 가입할 경우 소련이 스웨덴과 긴밀한 관계를 유지하고 있는 핀란드를 침공하여 대응할 수 있다는 두려움에 대한 대응이라고 언급했다.
2022년에 스웨덴은 북대서양 조약 기구 가입을 신청했다. 스웨덴은 2024년 3월 7일에 북대서양 조약 기구의 32번째 회원국이 되었다.

## 같이 보기
- 중립국
- 스위스의 중립